# (18235) Lynden-Bell
(18235) Lynden-Bell (1003 T-2) – planetoida z pasa głównego asteroid okrążająca Słońce w ciągu 5,43 lat w średniej odległości 3,09 j.a. Odkryta 29 września 1973 roku.